# The Daily Star (Líban)
The Daily Star fou un diari libanès, que s'edità en anglès. La publicació era diària i contenia informació de tot l'Orient Mitjà. El diari es va fundar l'any 1952 i fou popular entre els nouvinguts al país per l'auge de la indústria petrolera.
Després d'un tancament temporal l'any 2009, el diari va reduir la seva mida. Tot i això, rep un gran nombre de lectors en línia, principalment d'Amèrica del Nord, d'Austràlia i d'Europa, arribant a registrar fins a 80.000 visitants únics cada dia.
El 4 febrer 2020, arran de moltes de dificultats financeres, el diari anuncià una suspensió temporal en la seva publicació en versió impresa. Finalment, tancà completament d'ençà del 31 octubre 2021. Una part dels seus funcionaris s'incorporà a L'Orient Today, la secció anglòfona del diari francòfon L'Orient le Jour.